# أحمد الحنصالي

كتاب "الرواية الكاملة لثورة أسد تادلة الشهيد أحمد الحنصالي ضد الاحتلال الفرنسي" للأستاذ عيسى العربي، صدر عن المندوبية السامية لقدماء المقاومين وأعضاء جيش التحرير سنة 2005.

أحمد الحنصالي (توفي في 26 نونبر 1953) من رجال المقاومة المغربية زمن الاحتلال الفرنسي، يعتبر المقاوم الأول بمنطقة الأطلس المتوسط، وقد وصفه عبد الرحيم بوعبيد بالثائر الهادئ.

## مسيرته
وُلد في العشرينات بزاوية أحنصال، والده يسمى موحى ووالدته تسمى عائشة، نشأ يتيم الأبوين وهاجر في سن مبكرة إلى آيت حبيبي بقيادة تاكزيرت في إقليم بني ملال، حيت اشتغل راعيا ما يقارب من ثماني سنوات، اشتغل بعدها في مجموعة من الأعمال الشاقة في المجال الفلاحي.
ابتدأ هذا الثائر القروي، والفلاح الصغير الفصل الأول من ثورته الكبرى يوم 13 مايو 1951، حينما اعترض سيارة يركبها أربعة من الفرنسيين وهي في طريقها بين سد بين الويدان وأفورار وإقليم أزيلال، فأطلق الرصاص عليهم أدى لقتل اثنين وإصابة اثنين، وقد تمت الحادثة في واضح النهار. وفي موقع جبل، استولى الحنصالي على سلاح الفرنسيين كغنيمة أولى وكسلاح أول من أول عملية فدائية قام بها.
واستمر في أعماله الثورية والفدائية في أمكنة ومواقع مختلفة متباعدة عن بعضها البعض من عشرة إلى مائة وخمسين كلم، وخلال هذه الرحلة الفدائية استطاع قتل العديد من حراس الأمن والمتعاونين معهم، ونتيجة لذلك تدخلت السلطة الفرنسية للبحث عن الحنصالي ومطالبة متابعة خطواته وعملياته في شعاب وغابات القصيبة وبني ملال واكتشاف مخابئه.
وفي يوم 23 يوليوز 1951 تم القبض عليه بعد سنتين من انطلاق ثورته تقريبا في سد بين الويدان، حيث اعتقلت السلطات الفرنسية العديد من سكان المناطق الجبلية التي تنقل فيها الثائر أحمد الحنصالي والتي باشر منها ثورته ممن اشتبه فيهم.

## إعدامه
في يوم الاثنين 16 فبراير 1953 وبعد سنتين من السجن، أصدرت المحكمة العسكرية في حقه ورفيقه محمد ولد سميحة الحكم بالإعدام، ونقلوه إلى زنزانة فردية في انتظار التنفيذ. وفي يوم 26 نونبر 1953 تم إعدامهما رميا بالرصاص في السادسة وخمس وأربعين دقيقة بالثكنة العسكرية للاحتلال بالعنق بالدار البيضاء، على يد فيلق إعدام مكون من 12 عسكريا، وبعد ذلك تم دفنهما بالمقبرة المسيحية، قبل أن يدل حارس المقبرة المسيحية الوطنيين على قبره فتم نقل رفاته إلى مقبرة بن مسيك، لكن إلى اليوم لا أحد يعرف قبره.